# Língua morta
Língua morta é um idioma que não possui mais falantes nativos, mas que possui a gramática e vocabulário conhecidos e está registrado em documentos escritos, podendo assim ser estudado e usado na atualidade mesmo que sua pronúncia seja desconhecida. Difere do conceito de língua extinta, pois, esta última ocorre quando uma língua não é mais utilizada e não pode mais ser aprendida por meio de documentos, sendo reconhecida apenas pela influência sobre outras línguas. Exemplos de línguas mortas são o copta, o latim, o grego antigo e o tupi.

## Tipos de língua morta
Língua morta pode se manifestar de várias maneiras:
- língua morta gradual
- língua morta de baixo para cima: quando a mudança linguística começa em um ambiente de baixo nível, como o lar.
- língua morta de cima para baixo: quando a mudança linguística começa em um ambiente de alto nível, como o governo.
- Subitamente, de forma física ou biológica, quando o povo do qual se origina o idioma é forçado a deixar de utilizá-lo ou é exterminado.

O processo mais comum que se leva à morte uma língua é aquele em que a comunidade de falantes de um idioma assimila outro, tornando-se  bilingue, e gradualmente muda a fidelidade para o segundo idioma deixando gradativamente de usar seu idioma original. Este é um processo de assimilação que pode ser voluntário ou forçado. Os falantes de alguns idiomas, especialmente idiomas regionais ou minoritários, podem decidir abandoná-los com base em fundamentos econômicos ou utilitários, em favor de idiomas mais utilizados ou de maior prestígio. Este processo é gradual e pode ocorrer de baixo para cima ou de cima para baixo.
Línguas com uma população pequena, geograficamente isoladas de auto-falantes também podem morrer quando os seus falantes são mortos por genocídio, doença, ou desastre natural.
Um idioma frequentemente é declarado morto antes mesmo do último falante nativo do idioma morrer, quando apenas alguns nativos com idade avançada permanecem vivos, e eles não usam mais a língua para se comunicar, então o idioma é efetivamente declarado  morto. A língua que possua um baixíssimo número de falantes é geralmente a moribund. Uma vez que a língua não é mais uma língua nativa — isto é, se nenhuma criança estiver aprendendo-a como língua primária—o processo de transmissão acaba e a língua não sobreviverá após a geração atual. Este raramente é um evento súbito, mas um processo gradativo, com utilização cada vez mais rara da língua, até que a mesma passa a ser utilizada apenas no meio acadêmico, para estudo da cultura de um povo, como a literatura, a poesia e a música, por exemplo. A transmissão da língua às crianças diminui com o tempo, afetando a fluência no idioma, que deixa de ser utilizado em detrimento do idioma dominante. Um exemplo deste processo é o da língua dálmata. 
A morte da língua pode acelerar, quando as crianças são ensinadas a evitar a língua dos seus pais por razões econômicas, políticas ou religiosas. Outras vezes, os idiomas minoritários resistem ao longo do tempo, por exemplo, quando os falantes se isolam, ou têm sentimento nacionalista em relação à população cujo idioma é  dominante. Ao longo do tempo, governos tentaram forçar a população a deixar de utilizar uma língua minoritária, por razões políticas ou religiosas.